# Myrcia myrcioides
Myrcia myrcioides là một loài thực vật có hoa trong Họ Đào kim nương.